# Marcory-Formation
Die Marcory-Formation ist eine bis zu 1300 Meter mächtige, schwach metamorphe siliziklastische Formation im Süden des französischen Zentralmassivs. Sie ist unterkambrischen Alters und bildet die Basis der Decken im Süden und Norden der Montagne Noire.

## Etymologie und Typlokalität

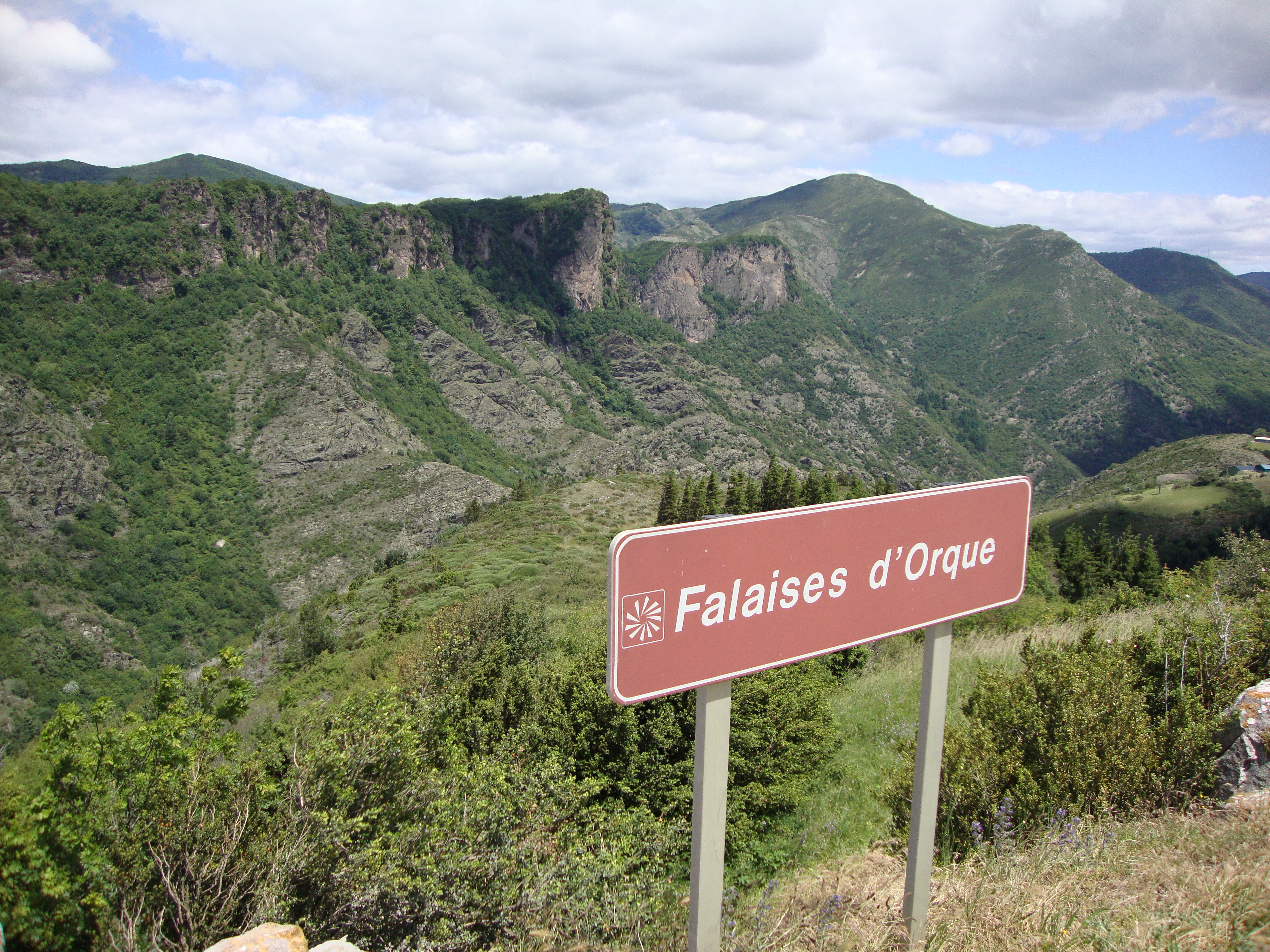
Die gegenüberliegenden Steilwände der Falaises d'Olques bei Castanet-le-Haut bestehen aus der zur Mélagues-Decke gehörenden Pardailhan-Formation; im Liegenden die Marcory-Formation.

Die Marcory-Formation, Französisch Formation de Marcory oder auch Grès de Marcory (Marcory-Sandstein), ist nach dem Signal de Marcory benannt, einer 800 Meter hohen Bergkuppe nordwestlich von Pardailhan im Département Hérault, an der sie ansteht.
Die Typlokalität bzw. das Typprofil der Marcory-Formation liegt an der rechten Talseite des Orbiel in unmittelbarer Nähe der D 101. Weitere Schlüsselprofile befinden sich in den Gorges de la Clamoux entlang der D 112 sowie bei Rieussec an der D 907 von Narbonne nach Saint-Pons-de-Thomières.

## Geographische Verbreitung
Die Marcory-Formation wird sowohl in den abgetauchten Decken am Südrand der Montagne Noire als auch im angeschobenen Deckenstapel an deren Nordrand angetroffen.
In der Fournes-Decke ist sie vom Goldbergwerk von Salsigne bis südöstlich von Rieussec anstehend, ebenfalls in der etwas weiter nördlich gelegenen Minervois-Decke östlich von Lastours. In der östlich anschließenden Pardailhan-Decke findet sie sich in einem nördlich von Félines-Minervois bis Pardailhan streichenden Band, im Sektor Ferrals-les-Montagnes bis Saint-Pons-de-Thomières sowie in einem dünnen Band etwa 2 Kilometer nördlich von Poussarou.
Nördlich der Montagne Noire taucht die Marcory-Formation in der Avène-Mendic-Decke auf, in der sie zwischen Truscas, Graissessac und Le Bousquet-d’Orb den granitischen Kern des Roc Mendic umgürtet. Sie ist ebenfalls zwischen Mélagues und Albès im Liegenden der Mélagues-Decke vorhanden.

## Stratigraphie

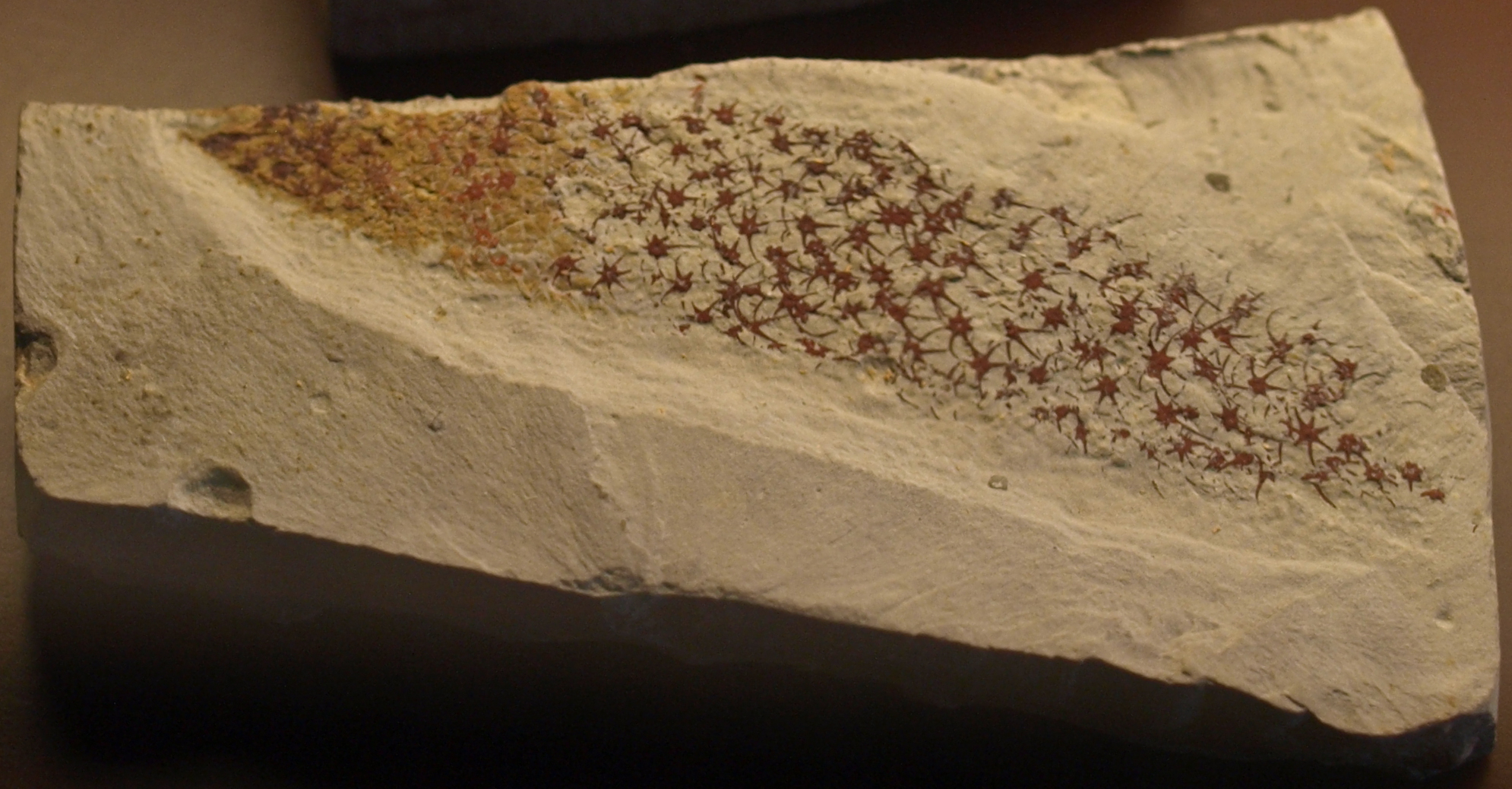
Chancelloria – Naturhistorisches Museum Wien

Die Marcory-Formation ist eine pelitisch-sandige Formation, die eine Gesamtmächtigkeit von bis zu 1300 Meter erreicht.  Sie besteht aus einer Wechselfolge von grünen, sandigen Peliten und grauen, violettfarbenen oder weißen Sandsteinen, in die gelegentlich konglomeratische Lagen eingeschaltet sind. Ihr basaler Kontakt ist nirgendwo aufgeschlossen. Sie wird konkordant von der Pardeilhan-Formation überlagert. Die Obergrenze zur Pardeilhan-Formation wird durch das erstmalige Auftreten einer mehr als 10 Zentimeter mächtigen Kalksteinbank festgelegt, die bereits Archaeocyathiden enthalten kann. Diese Bank kann auch als Kalklinse ausgebildet sein.
Die ersten 500 Meter der Marcory-Formation werden eindeutig von Peliten mit nur ganz wenigen Sandsteineinschaltungen und Kalklinsen beherrscht. Zwischen Meter 500 und 800 nehmen die Sandschüttungen, die als Deltasedimente gedeutet werden, sehr deutlich zu, um dann wieder komplett zurückzugehen. Ab Meter 900 erfolgen erneute Sandschüttungen, es treten aber auch Linsen und diskontinuierliche Lagen im Zentimeterbereich von bioklastischen Kalken auf.
Die fraglichen Kalklinsen im unteren Abschnitt werden neben einem formationsinternen Ursprung auch als tektonische Klippen  oder als allodapische Einrutschungen aus der Pardailhan-Formation gedeutet. Es handelt sich hierbei um 2 bis 15 Meter mächtige weiße bis bläuliche Kalke, die in einem monotonen Ensemble aus grünen Tonen und feinen Sandsteinlagen eingebettet sind.

## Fossilinhalt

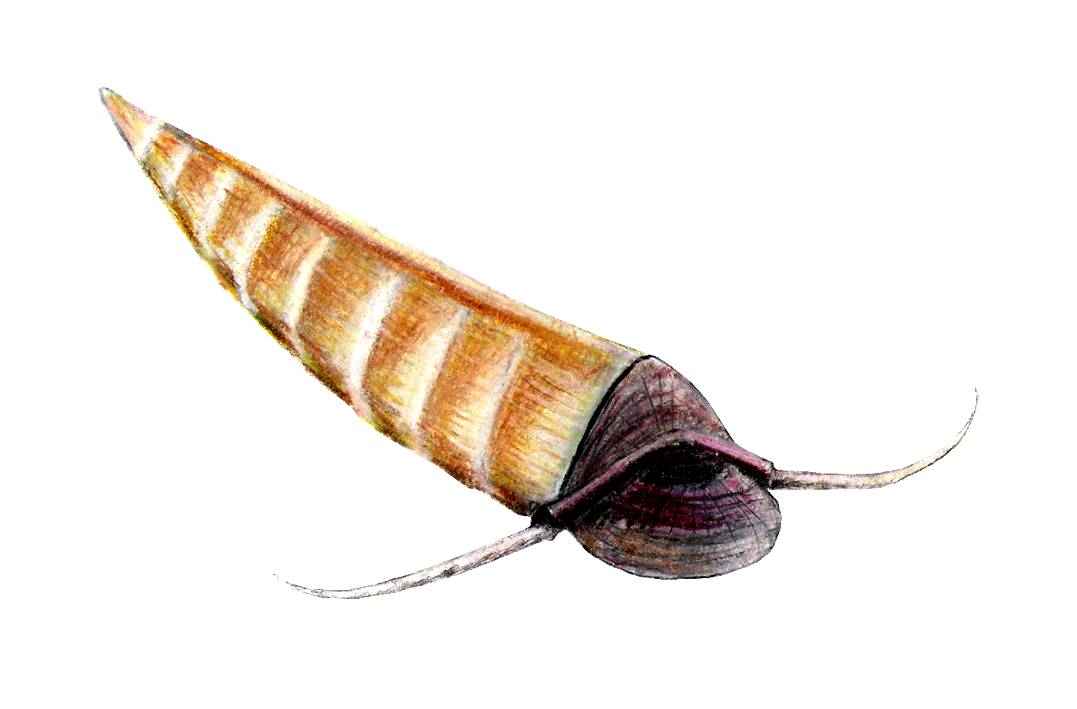
Rekonstruktion des Hyolithiden Haplophrentis

Im Niveau der Kalksteinhorizonte des oberen stratigraphischen Abschnitts konnte Geyer (1984 und 1986) Hyolithiden (Biconulites sensu Berger u. a. 1993) und Sklerite von Chancelloriidae (Walcot, 1920) vom Typus Allonia tripodophora (Doré und Reid 1963) sowie Chancelloria sp. nachweisen. Mit dem erstmaligen Auftreten von Archaeocyathiden endet die Marcory-Formation.

## Alter
Durch die Gegenwart von Chancelloriidae im oberen Abschnitt der Marcory-Formation kann die Formation ins Unterkambrium gestellt werden.